# Ignas Kružikas
Ignas Kružikas (Širvintos, 14 dicembre 1998) è un calciatore lituano, attaccante del TransINVEST.

## Caratteristiche tecniche
È un centravanti.

## Carriera

### Club
Muove i suoi primi passi nelle giovanili del Vilnius. Il 28 gennaio 2020 viene ingaggiato dal Panevėžys, con cui a fine stagione vince la Coppa di Lituania. Per il Panevėžys si tratta del primo successo assoluto nella competizione.
Il 22 luglio 2021 esordisce nelle competizioni europee in Panevėžys-Vojvodina (0-1), incontro preliminare valido per l'accesso alla fase a gironi di UEFA Europa Conference League, subentrando all'77' al posto di Eligijus Jankauskas.
Il 4 febbraio 2022 viene tesserato dall'Hegelmann.

### Nazionale
Esordisce in nazionale il 29 marzo 2022 contro l'Irlanda in amichevole, subentrando al 61' al posto di Augustinas Klimavičius.

## Statistiche

### Presenze e reti nei club
Statistiche aggiornate al 3 marzo 2024.
| Stagione         | Squadra          | Campionato       | Campionato | Campionato | Coppe nazionali | Coppe nazionali | Coppe nazionali | Coppe continentali | Coppe continentali | Coppe continentali | Altre coppe | Altre coppe | Altre coppe | Totale | Totale |
| Stagione         | Squadra          | Comp             | Pres       | Reti       | Comp            | Pres            | Reti            | Comp               | Pres               | Reti               | Comp        | Pres        | Reti        | Pres   | Reti   |
| ---------------- | ---------------- | ---------------- | ---------- | ---------- | --------------- | --------------- | --------------- | ------------------ | ------------------ | ------------------ | ----------- | ----------- | ----------- | ------ | ------ |
| 2020             | Panevėžys        | A                | 19         | 2          | CL              | 0               | 0               | -                  | -                  | -                  | -           | -           | -           | 19     | 2      |
| 2021             | Panevėžys        | A                | 27         | 3          | CL              | 3               | 0               | UECL               | 2                  | 0                  | SL          | 0           | 0           | 32     | 3      |
| Totale Panevėžys | Totale Panevėžys | Totale Panevėžys | 46         | 5          |                 | 3               | 0               |                    | 2                  | 0                  |             | 0           | 0           | 51     | 5      |
| 2022             | Hegelmann        | A                | 31         | 2          | CL              | 5               | 1               | -                  | -                  | -                  | -           | -           | -           | 36     | 3      |
| gen.-giu. 2023   | Csíkszereda      | L2               | 3+1        | 1+1        | CR              | -               | -               | -                  | -                  | -                  | -           | -           | -           | 4      | 2      |
| 2023-feb. 2024   | Rotonda          | D                | 9          | 0          | CI-D            | -               | -               | -                  | -                  | -                  | -           | -           | -           | 9      | 0      |
| 2024             | DFK Dainava      | A                | 1          | 0          | CL              | 0               | 0               | -                  | -                  | -                  | -           | -           | -           | 1      | 0      |
| Totale carriera  | Totale carriera  | Totale carriera  | 91         | 9          |                 | 8               | 1               |                    | 2                  | 0                  |             | 0           | 0           | 101    | 10     |

### Cronologia presenze e reti in nazionale
| Cronologia completa delle presenze e delle reti in nazionale ― Lituania | Cronologia completa delle presenze e delle reti in nazionale ― Lituania | Cronologia completa delle presenze e delle reti in nazionale ― Lituania | Cronologia completa delle presenze e delle reti in nazionale ― Lituania | Cronologia completa delle presenze e delle reti in nazionale ― Lituania | Cronologia completa delle presenze e delle reti in nazionale ― Lituania | Cronologia completa delle presenze e delle reti in nazionale ― Lituania | Cronologia completa delle presenze e delle reti in nazionale ― Lituania |
| Data                                                                    | Città                                                                   | In casa                                                                 | Risultato                                                               | Ospiti                                                                  | Competizione                                                            | Reti                                                                    | Note                                                                    |
| ----------------------------------------------------------------------- | ----------------------------------------------------------------------- | ----------------------------------------------------------------------- | ----------------------------------------------------------------------- | ----------------------------------------------------------------------- | ----------------------------------------------------------------------- | ----------------------------------------------------------------------- | ----------------------------------------------------------------------- |
| 29-3-2022                                                               | Dublino                                                                 | Irlanda                                                                 | 1 – 0                                                                   | Lituania                                                                | Amichevole                                                              | -                                                                       | 61’                                                                     |
| 4-6-2022                                                                | Vilnius                                                                 | Lituania                                                                | 0 – 2                                                                   | Lussemburgo                                                             | UEFA Nations League 2022-2023 - 1º turno                                | -                                                                       | 63’                                                                     |
| 11-6-2022                                                               | Tórshavn                                                                | Fær Øer                                                                 | 2 – 1                                                                   | Lituania                                                                | UEFA Nations League 2022-2023 - 1º turno                                | -                                                                       | 82’                                                                     |
| Totale                                                                  |                                                                         | Presenze                                                                | 3                                                                       |                                                                         | Reti                                                                    | 0                                                                       |                                                                         |

## Palmarès

### Club

#### Competizioni nazionali
- Coppa di Lituania: 1

Panevėžys: 2020
- Supercoppa di Lituania: 1

Panevėžys: 2021